# مگان لوکان
مگان لوکان (انگلیسی: Megan Lukan؛ زادهٔ ۱۴ فوریهٔ ۱۹۹۲) ورزشکار راگبی ۷ نفره اهل کانادا است.
وی در مسابقات کشوری و بین‌المللی در مجموع برندهٔ ۱ مدال برنز شده‌است.